# Washington Redskins 2005
La stagione 2005 dei Washington Redskins è stata la 74ª della franchigia nella National Football League e la 68ª a Washington. La squadra si piazzò seconda nella NFC East, conquistando la prima qualificazione ai playoff dal 1999. Nel primo turno batté i Tampa Bay Buccaneers ma perse contro i Seattle Seahawks la settimana successiva.
Al 2021 questa è l'ultima vittoria di Washington nei playoff. In seguito perse cinque gare consecutive, tre delle quali contro Seattle (inclusa questa del 2005). 

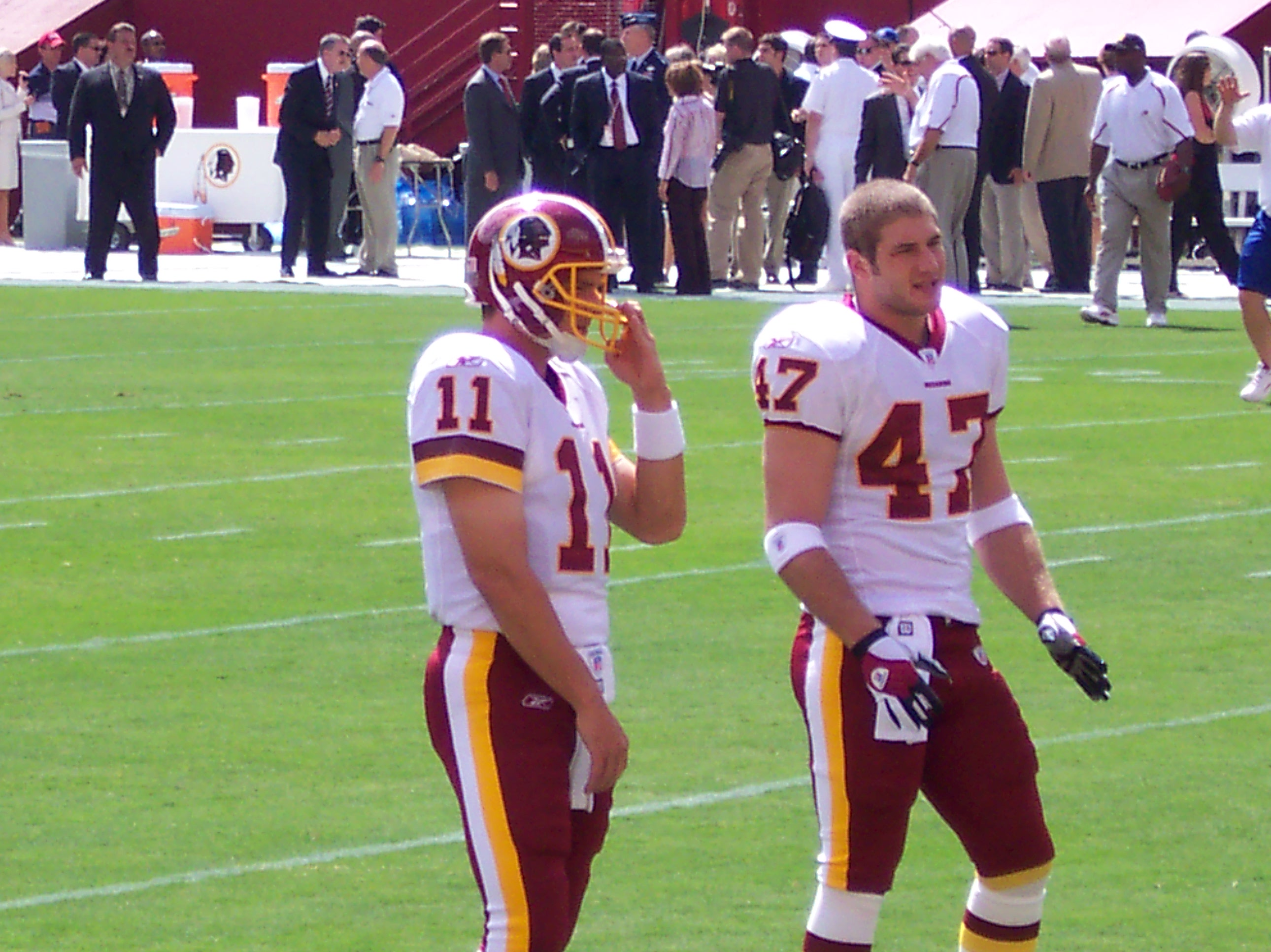
Patrick Ramsey e Chris Cooley nella settimana 1

## Roster
| Roster dei Washington Redskins nel 2005 |
| --- |
| Quarterback - 8 Mark Brunell - 17 Jason Campbell - 11 Patrick Ramsey Running Back - 46 Ladell Betts - 30 Nehemiah Broughton - 31 Rock Cartwright - 26 Clinton Portis - 45 Mike Sellers FB Wide Receiver - 82 Antonio Brown KR/PR - 84 Taylor Jacobs - 89 Santana Moss - 14 Rich Parson - 83 James Thrash Tight End - 47 Chris Cooley - 85 Brian Kozlowski - 88 Robert Royal Offensive Linemen - 67 Ray Brown G - 66 Derrick Dockery G - 76 Jon Jansen T - 69 Jim Molinaro T - 61 Casey Rabach C - 60 Chris Samuels T - 77 Randy Thomas G Defensive Linemen - 73 Ryan Boschetti DT - 93 Phillip Daniels DE - 92 Demetric Evans DE - 96 Cornelius Griffin DT - 91 Cedric Killings DT - 95 Joe Salave'a DT - 97 Renaldo Wynn DE Linebacker - 56 LaVar Arrington OLB - 50 Khary Campbell OLB - 57 Warrick Holdman - 98 Lemar Marshall ILB - 59 Robert McCune ILB - 53 Marcus Washington OLB Defensive Back - 41 Matt Bowen S - 25 Ryan Clark S - 32 Ade Jimoh CB - 20 Pierson Prioleau S - 24 Shawn Springs CB - 23 Omar Stoutmire FS - 21 Sean Taylor FS - 27 Walt Harris CB - 22 Carlos Rogers CB Special Team - 67 Ethan Albright LS - 2 Andy Groom P - 3 Nick Novak K Lista delle riserve - 4 Derrick Frost P (IR) - 10 John Hall K (IR) - 80 David Patten WR (IR) - 52 Cory Raymer C (IR) - 19 Tom Tupa P(IR) Squadra di allenamento - 78 Jon Alston OL - 12 Steven Harris WR - 55 Zak Keasey LB - 68 Ikechuku Ndukwe OL |
| Legenda - I rookie sono in corsivo. - Il primo ruolo è il principale mentre gli eventuali successivi indicano i ruoli secondari. - (IR) sta per Injured Reserve ed indica la lista ristretta per un solo giocatore infortunato che può tornare ad allenarsi dopo la settimana 6 e a rientrare in prima squadra dopo che questa ha giocato 8 partite. - (NF-Inj.) / (NF-Ill.) stanno rispettivamente per Non-Football Injured e Non-Football Illness ed indicano le liste dove viene inserito un giocatore che ha un infortunio o una malattia non dipendente dal football americano. - (PUP) sta per Physically Unable to Perform ed indica la lista dove viene inserito un giocatore mentre è in attesa di recuperare la condizione fisica. Nella stagione regolare dopo la sesta partita giocata dalla propria squadra, il giocatore ha tempo tre settimane per riprendere ad allenarsi, più tre settimane aggiuntive dal suo rientro agli allenamenti per rientrare in prima squadra. |

## Calendario
| Stagione regolare |                    |                         |                    |                    |                         |                    |                    |
| Turno             | Data               | Avversario              | Risultato          | Record             | Stadio                  | Sintesi            |                    |
| 1                 | 11 settembre       | Chicago Bears           | V 9–7              | 1–0                | FedExField              | Recap              |                    |
| 2                 | 19 settembre       | at Dallas Cowboys       | V 14–13            | 2–0                | Texas Stadium           | Recap              |                    |
| 3                 | Settimana di pausa | Settimana di pausa      | Settimana di pausa | Settimana di pausa | Settimana di pausa      | Settimana di pausa | Settimana di pausa |
| 4                 | 2 ottobre          | Seattle Seahawks        | V 20–17 (dts)      | 3–0                | FedExField              | Recap              |                    |
| 5                 | 9 ottobre          | at Denver Broncos       | S 19–21            | 3–1                | Invesco Field           | Recap              |                    |
| 6                 | 16 ottobre         | at Kansas City Chiefs   | S 21–28            | 3–2                | Arrowhead Stadium       | Recap              |                    |
| 7                 | 23 ottobre         | San Francisco 49ers     | V 52–17            | 4–2                | FedExField              | Recap              |                    |
| 8                 | 30 ottobre         | at New York Giants      | S 0–36             | 4–3                | Giants Stadium          | Recap              |                    |
| 9                 | 6 novembre         | Philadelphia Eagles     | V 17–10            | 5–3                | FedExField              | Recap              |                    |
| 10                | 13 novembre        | at Tampa Bay Buccaneers | S 35–36            | 5–4                | Raymond James Stadium   | Recap              |                    |
| 11                | 20 novembre        | Oakland Raiders         | S 13–16            | 5–5                | FedExField              | Recap              |                    |
| 12                | 27 novembre        | San Diego Chargers      | S 17–23 (dts)      | 5–6                | FedExField              | Recap              |                    |
| 13                | 4 dicembre         | at St. Louis Rams       | V 24–9             | 6–6                | Edward Jones Dome       | Recap              |                    |
| 14                | 11 dicembre        | at Arizona Cardinals    | V 17–13            | 7–6                | Sun Devil Stadium       | Recap              |                    |
| 15                | 18 dicembre        | Dallas Cowboys          | V 35–7             | 8–6                | FedExField              | Recap              |                    |
| 16                | 24 dicembre        | New York Giants         | V 35–20            | 9–6                | FedExField              | Recap              |                    |
| 17                | 1 gennaio          | at Philadelphia Eagles  | V 31–20            | 10–6               | Lincoln Financial Field | Recap              |                    |

### Playoff
| Stagione regolare |                 |                             |           |        |                       |         |
| Turno             | Data            | Avversario (seed)           | Risultato | Record | Stadio                | Sintesi |
| Wild Card         | 7 gennaio 2006  | at Tampa Bay Buccaneers (3) | V 17–10   | 1–0    | Raymond James Stadium | Recap   |
| Divisional        | 14 gennaio 2006 | at Seattle Seahawks (1)     | S 10–20   | 1–1    | Qwest Field           | Recap   |

## Classifiche
| NFC East                |    |    |   |      |     |      |     |     |     |
|                         | V  | S  | P | %    | DIV | CONF | PF  | PS  | STR |
| (4) New York Giants     | 11 | 5  | 0 | .688 | 4–2 | 8–4  | 422 | 314 | V1  |
| (6) Washington Redskins | 10 | 6  | 0 | .625 | 5–1 | 10–2 | 359 | 293 | V5  |
| Dallas Cowboys          | 9  | 7  | 0 | .563 | 3–3 | 7–5  | 325 | 308 | S1  |
| Philadelphia Eagles     | 6  | 10 | 0 | .375 | 0–6 | 3–9  | 310 | 388 | S2  |